# Spiczak Brzeziński

Die von Spiczak Brzeziński führen eine Variation des polnischen Stammwappens Zabawa

Spiczak Brzeziński (auch Spitczok v. Brisinski, Spitzack v. Briesinsky, v. Spizak Brsesinski, v. Spizack usw.) ist der Name eines alten kaschubischen, später preußischen Adelsgeschlechts, dessen Stammgut Adlig Briesen (Brzeźno Szlacheckie) in Westpreußen war. Zweige der Familie bestehen bis heute fort.

## Geschichte
Laut Aufzeichnungen des Grafen Uruski haben die Vorfahren der Spiczak Brzeziński als Belohnung für ihr Rittertum beträchtliche Ländereien auf dem Gebiet der Kaschubei vom polnischen König Kasimir IV. Andreas (1427–1492) erhalten. Hier saßen sie zur Verteidigung der Grenze Königlich Preußens zu Pommern auf dem von vier großen Seen flankierten Gut Adlig Briesen im Altkreis Schlochau.

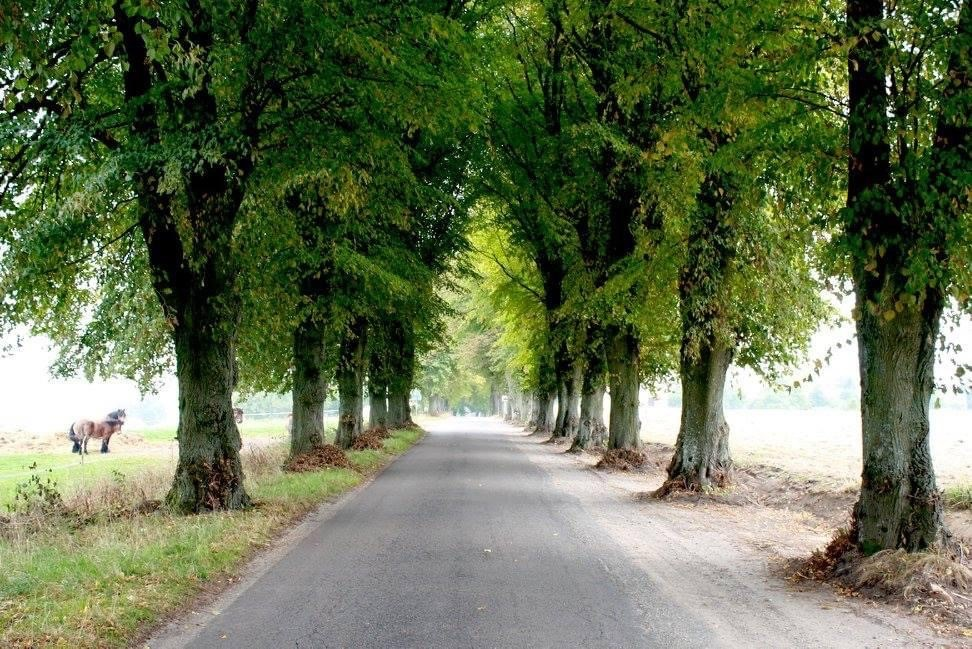
Lindenallee zum früheren Gut Adl. Briesen

Bereits 1374 waren die 84 Hufen (ca. 1400 Hektar) des Guts allerdings vom Deutschordens-Hochmeister Winrich von Kniprode an den Ritter und Landrichter Jacosch (Vater des Otto von Benyn) und einen gewissen Jacob Rutke verliehen worden, welche auch Besitzer der Zbeninschen Güter (Kladau, Krojanten, Powalken, Groß- und Klein Zbenin) waren. Ein genealogischer Zusammenhang mit diesen Personen ist daher ebenso denkbar, wie mit dem im selben Jahr genannten Petzen von der Bryse (Piotrowi z Brzeźna), der das Nachbar-Gut Adlig Lonken (Łąkie Szlacheckie) samt Kirchenlehen zur Bewirtschaftung und Verteidigung als erblichen und freien Besitz erhielt.
1570 treten der Edelmann Bartholomäus Brzeziński (Nobilis Bartholomaeus Brzieszinski) sowie zwei Edle namens Johannes Brzeziński (Nobilis Joannes Brzieszinski) auf Briesen urkundlich in Erscheinung. Sie nannten sich zunächst nur Brzeziński (d. h. von Briesen) und besaßen zu dieser Zeit mehrere Edelhöfe am Gut, deren Privilegien 1552 vom polnischen König Sigismund II. August bestätigt worden waren.
1609 beginnt die durchgängige Stammreihe mit dem Nobilis Thoma Brzezinsky alias Spiczak. Offen bleibt, ob es sich bei Spiczak um den eigentlichen Stamm- oder einen Spitznamen handelt, der ggf. zur besseren Unterscheidung der Briesener Brzeziński-Stämme entstanden ist (siehe auch v. Bastian Brzeziński und v. Świątek Brzeziński). Im Polnischen bezeichnet Spiczak einen jungen Hirschbock ohne Geweih bzw. einen Jüngling, dem noch kein Bart wächst; der gleichsam noch „Grün hinter den Ohren“ ist.
1683 soll ein Familienmitglied einer Kavallerieeinheit berittener Flügelhusaren angehört haben, die als Teil des deutsch-polnischen Entsatzheeres unter der Führung des polnischen Königs Johann III. Sobieski zur Befreiung Wiens aufbrach und die osmanische Armee schließlich in der Schlacht am Kahlenberg besiegte.

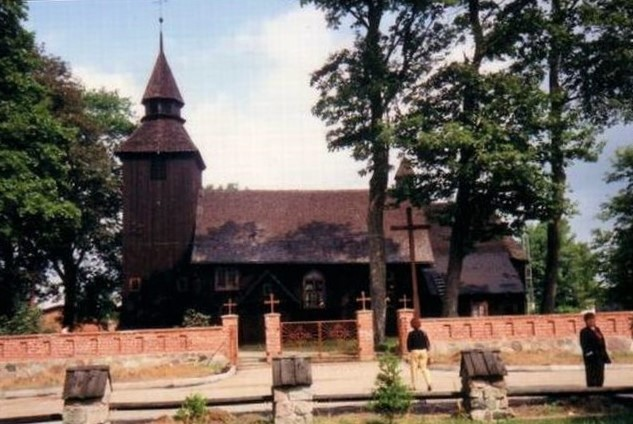
Vom lokalen Adel gestiftete Pfarrkirche im Zentrum Adl. Briesens (erbaut 1716)

Um 1716 war die kleinadlige Familie an der Stiftung einer neuen Pfarrkirche beteiligt, die dank der Bemühungen des Pfarrers Adalbert Kleiner durch den Zimmermann Michael Streng am Gut erbaut wurde.
Nachdem der preußische König Friedrich II. 1772 im Zuge der Ersten Teilung Polens Anteile Königlich Preußens erwarb, setzten sich das Adelsprädikat „von“ und die Anrede Hochwohlgeboren durch. Zuvor wurden die lateinischen Titel Nobilis oder Generosus verwendet.
Im Jahre 1804 wurde der Adelsstand der Familie auch von der Westpreußischen Regierung in Marienwerder (Kwidzyn) bestätigt. Entsprechende Urkunden erhielten die Gutspächter und Brüder Martin von Spizack Brzezinski auf Wustrow und Jakob von Spizak Brzezinski auf Grünhof, der noch ein zweites Gut in Pacht hatte.
Die im September 2015 in ihrem 102. Lebensjahr verstorbene Paula von Spiczak (1914–2015, geb. Breier) gilt bisher als Familienmitglied mit dem höchsten erreichten Lebensalter.
Die Duisburger Ratsfrau und Politikwissenschaftlerin Anna von Spiczak Brzezinski trat 2013 und 2017 als Kandidatin für Bündnis 90/Die Grünen im Bundestagswahlkreis Duisburg I an, unterlag dabei aber ihren Kontrahenten Bärbel Bas und Thomas Mahlberg.
Zweige der Familie leben bis heute in Adlig Briesen. Weitere evangelische und katholische Linien bestehen vor allem in Deutschland.

## Besitz

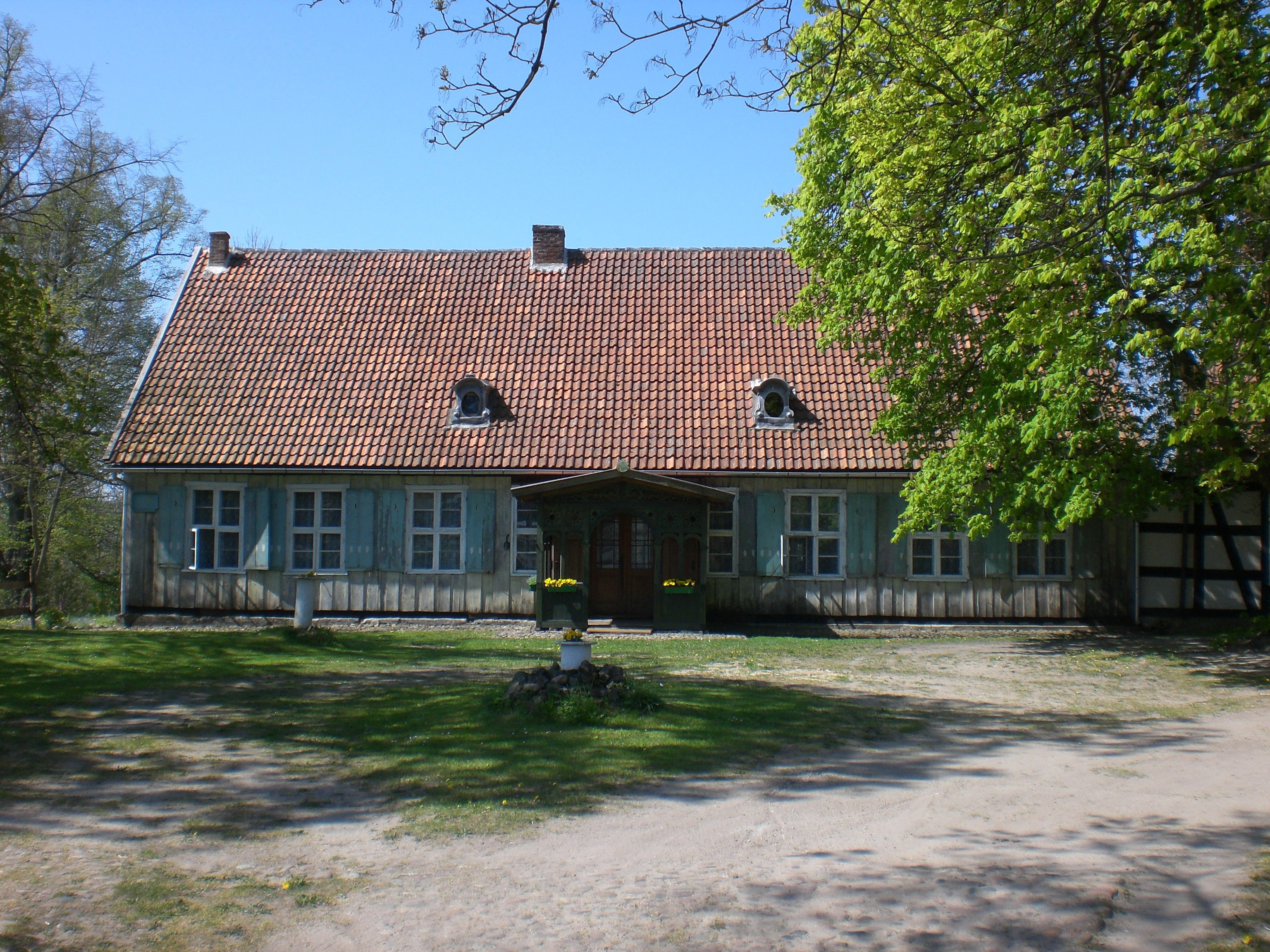
Das Gutshaus von Mirchau (Mirachowo) repräsentiert den Stil kaschubischer Edelhöfe des 18. Jahrhunderts

Stammsitz war spätestens seit dem 16. Jahrhundert das Gut Adlig Briesen in Königlich Preußen, das ab 1569 in einer Realunion mit der Polnischen Krone verbunden war. Bereits 1570 werden die Edlen Johannes, Bartholomäus und Johannes Brzeziński sowie im Jahre 1607 der Edle Thomas Brzeziński alias Spiczak als Besitzer mehrerer Edelhöfe am Gut erwähnt.
Durch die Teilungen Polens kam das westliche Preußen nach 1772 als Provinz Westpreußen durch Annexion zum Königreich Preußen. In den vom Landrat Carl Christoph Ludwig von Weiher angefertigten Vasallenlisten des neuen Kreises Konitz finden sich 1774 Franz von Spiczak Brzeziński (1727–1806) auf Briesen und Lorenz von Spiczak Brzeziński (1729–1799) auf Glisno (Gliśno Wielkie). Ihre Väter Matthias (um 1700–1791; ⚭ Marianne Knigge) und Adalbert (um 1710–1801; Offizier; ⚭ Marianne Mischke) waren Brüder und hatten ihren Besitz wiederum vom Vater, dem Nobilis Adam Spiczak Brzeziński (* um 1675; ⚭ Elisabeth von Mondry; II ⚭ Jan von Bruski) geerbt.

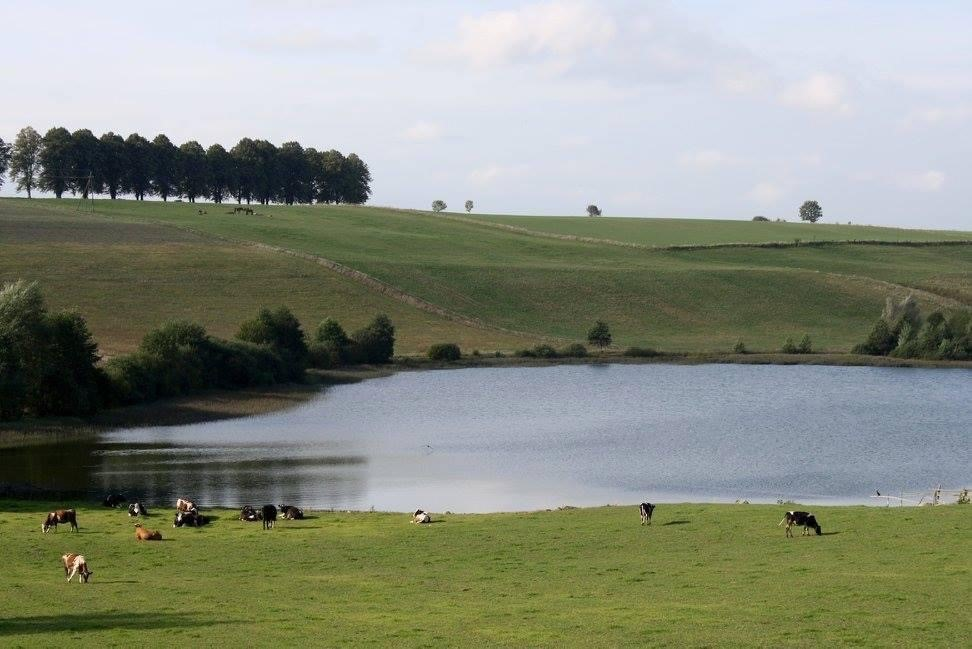
Der nördlich von Adl. Briesen gelegene Kleine Brzynksee (Brzezinek Mały)

Der Briesener Gutsherr Franz von Spiczak Brzeziński vermählte sich um 1760 mit Catharina Nehring (1740–1809), deren Familie umfangreichen Gutsbesitz besaß und von der Zweige zwischen 1776 und 1836 u. a. unter dem Namen Nehring von Szerdahelyi in den Adelsstand erhoben wurden. Anschließend saßen u. a. die Söhne Joseph (* 1760; ⚭ Catharina von Schmude Trzebiatowska) und Franz Xaver (1769–1848; ⚭ Anna von Bastian Brzezińska) auf Rittergutsanteilen zu Briesen. Ihre Schwester Anna (1780–1826) heiratete den Gutsanteilsbesitzer Johann Friedrich von Pazatka Lipiński (1775–1843) und war eine Urgroßmutter der Theaterschauspielerin Charlotte von Pazatka.
Bis Ende des 19. Jahrhunderts treten im Anschluss wiederum Josephs Sohn Adalbert (1791–1855; ⚭ Marianne von Czarnicka) sowie Franz Xavers Söhne Franz (* 1811; ⚭ Josephine von Pluto Prądzyńska) und Johannes (1814–1861; ⚭ Marianne von Pluto Prądzyńska) auf Briesen in Erscheinung. Ein weiterer Sohn Franz Xavers, Joseph (1798–1847), vermählte sich mit Catharine von Świątek Brzezińska (1806–1861), einer entfernten Cousine Heinrichs von Kleist und Nachfahrin des Ritters Ewald von der Osten.
Auf Glisno saß neben dem erwähnten Lorenz (⚭ Marianne von Zmuda Trzebiatowska) auch dessen Bruder Jakob (1747–1801; ⚭ Apollonia von Schmude Ciemińska) auf anteiligem Gutsbesitz. Dieser war Mitglied der Landtage (Sejmik) zu Konitz. Der jüngere Bruder, Johann (1737–1809), wird als Schulze von Adlig Stüdnitz (Studzienice) erwähnt. Auf Lorenz folgte sein Sohn Martin (1777–1827), der sich mit Catharina von Zmuda Trzebiatowska (1788–1848; verw. von Löwe Kiedrowski) vermählte. Martins Sohn Andreas (1810–1893) ehelichte als nächster Besitzer auf Glisno zunächst Therese Antonie von Korzbok Łącka (Kurzbach Lońska) (1819–1858), später Marianne von Chamier Gliszczyńska (geb. von Kospoth Pawlowska).

Die Wetterfahne am Zemmener Gut des Ferdinand von Spiczak wurde in Danzig gefertigt

Auch auf den benachbarten Gütern Adlig Lonken (Łąkie) und Zemmen (Ciemno) saßen bis zum Ende des 19. Jahrhunderts noch Nachkommen auf adligen Gutsanteilen bzw. Allodial-Rittergütern. Joseph von Spiczak Brzeziński (1849–1903; ⚭ Anna Catharina von Chamier Gliszczyńska) war beispielsweise bis ins 20. Jahrhundert Herr auf Lonken.
Zemmen (M) wiederum wurde im Jahre 1855 von Ferdinand von Spiczak Brzeziński (1824–1880, Mitglied der Pommerschen Ritterschaft; ⚭ Alwine Burtzlaff) erworben. Die Nachkommen dieses Zweiges nennen sich heute Spitczok von Brisinski. Der Hof war vorher u. a. in Besitz des Carl Friedrich von Fischer († 1856), Sohn des Jacob Friedrich von Fischer und der Antonie Eleonora von dem Borne († 1797), sowie des Hauptmanns Franz von Wnuck. Die an einem Stallgebäude befestigte Wetterfahne stammte von der 1889 abgebrochenen evangelischen Kirche in Groß Tuchen und wurde Anfang des 18. Jahrhunderts von Georg Klingbeil aus Danzig gestiftet. Die meisten Gebäude des Gutshofes, zu dem auch ein Gasthaus gehörte und der sich noch 1945 in Besitz des Emil Spitczok von Brisinski (* 1878; ⚭ Ida Trapp) befand, wurden 1945 bei einem Tieffliegerangriff zerstört.
Ein weiterer Ast der Familie nannte sich nach seinem Gutsbesitz auf Prondzonna (Prądzona) Spiczok von Prondczynsky. Ein Vertreter dieser Linie, Carl Spiczak von Prondzinski, war um 1900 Rechtsconsulent im Kreis Tuchel. Die Güter Wustrow bei Bütow (Bytów) und Grünhof bei Treten (Dretyń) befanden sich zeitweise in Pacht der Familie. In anderen Orten der Region, wie Rummelsburg (Miastko), Heidemühl (Borowy Młyn), Rolbick oder Pielka (Upiłka), verfügten Zweige der Familie ebenfalls über Grundbesitz.
Laut Statistik des Schlochauer Nachbarkreises Bütow (Hinterpommern) besaß Georg Albert von Brzeziński (⚭ Christina von Jutrzenka; II ⚭ Albert von Malotki) im 18. Jahrhundert außerdem einen großen Anteil (C) an dem nahegelegenen Gut Tschebiatkow (Trzebiatków). Seine Witwe veräußerte diesen 1789 an ihren Schwiegersohn Matthias von Gruchalla Węsierski (1765–1831; ⚭ Barbara von Brzezińska), der auch als Erbsass auf Zemmen erscheint. Er war in zweiter Ehe mit Anna Maria von Jutrzenka, einer Tochter des Christoph von Jutrzenka und der Dorothea von Gottberg verheiratet sowie in dritter Ehe mit Eva von Wnuck. Dieser Brzeziński-Stamm führte offenkundig keinen zweiteiligen Namen und ein eigenes Wappen. Da dieses Wappen dem Ursprungswappen der Spiczak sehr ähnelt, ist es naheliegend, das beide Sippen aus dem gleichen Stamm hervorgingen (siehe Brzeziński).

## Wappen

### Wappengemeinschaft Zabawa (seit etwa 1700)

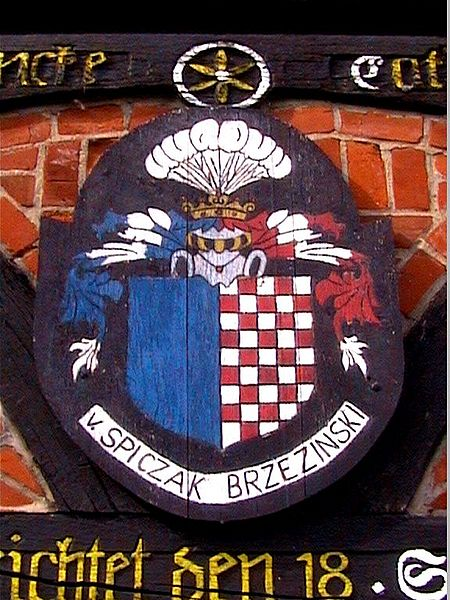
Stammwappen Zabawa an einem Hausgiebel

Die Spiczak Brzeziński wurden um 1700 in die Wappengemeinschaft Zabawa (Spaß, Unterhaltung) aufgenommen. Seither führen sie eine Variation dieses Wappens, das bereits im 11. Jahrhundert vom Erzbischof Martin von Gnesen geführt wurde. Sie sind damit u. a. wappenverwandt mit den erloschenen Herren von Bubelwitz. Das Wappen ist gespalten, im rechten Feld blau, im linken Feld in fünf Reihen rot-silbern geschacht. Der Helm trägt eine Adelskrone und als Helmschmuck drei weiße Straußenfedern.

#### Wappensage
„Das Wappen Zabawa stammt aus Böhmen und kam wohl zur Zeit der Vermählung der böhmischen Prinzessin Dabrowka mit dem Polenherzog Mieczyslaw 963 nach Polen. Ein Ritter dieses Wappens, namens Wislimierz, war im Jahre 1000 mit der Vorhut der polnischen Streitkräfte betraut, wohl gegen die Mähren, stieß auf den im Hinterhalt versteckt gewesenen Feind und beschäftigte und verweilte denselben durch verschiedene kleine Scharmützel und Neckereien so lange, bis der Hetmann mit der Hauptmacht herankommen konnte, dessen Reiterei den Feind dann siegreich schlug. Zum Andenken an diese Verweilung (Zabawa) des Feindes wurde dem Wappen des Wislimierz der Name Zabawa gegeben.“

### Eigenes Wappen (vor 1700)

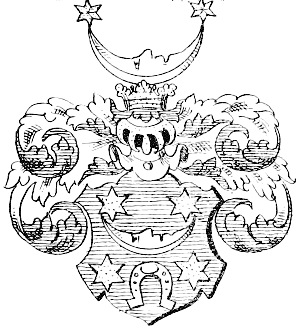
Wappen derer von Brzeziński

Eigenes Wappen (herb własny) derer von Spiczak Brzeziński

In der Zeit vor 1700 haben die von (Spiczak) Brzeziński auf Briesen ein eigenes Wappen geführt, dessen Nennung von den meisten Quellen vernachlässigt wird. Dieses Wappen wird wie folgt beschrieben: Ein Halbmond, besetzt mit einem gestürzten Pfeil, auf diesem oben eine Kugel, begleitet rechts und links von je zwei Sternen.
Die Farbgebung ist unbekannt, da nur ein Wappensiegel überliefert wurde. Sechsstrahlige Sterne (Gwiazdy) und Halbmonde (Księżyc) sind dabei typisch für Wappenbilder des kaschubischen Adels, da König Kasimir IV. während oder nach dem Dreizehnjährigen Krieg (1453–1466) verdiente Mitkämpfer mit Sternen im Wappen ausgezeichnet haben soll.
Als Beweis dafür hat sich nach Ausführungen des Genealogen Hans Harry von Chamier Gliszczynski eine Urkunde erhalten, die nur sechs Tage nach dem Zweiten Frieden von Thorn am 25. Oktober 1466 in Danzig ausgestellt wurde. In dieser Urkunde heiße es, der Polenkönig habe

„für gut und richtig befunden, in Übereinstimmung mit unseren anwesenden weisen Räten, den tapferen ‚militibus‘ und ehrenwerten und getreuen Gefolgsmännern (…), die durch Tapferkeit in den langen und entbehrungsreichen Kriegsjahren uns zum Siege über die Kreuzritter und zum Frieden von Thorn (1466) verholfen haben und von uns dafür mit den Sternen im Schilde beliehen worden sind (…).“

Das oben beschriebene Wappen stammt also höchstwahrscheinlich aus dieser Zeit. Es ähnelt stark dem Wappen derer von Brzeziński, die u. a. auf dem benachbarten hinterpommerschen Gut Trzebiatkow saßen.

## Namensträger
- Adalbert (Wojciech) Spiczak Brzeziński (um 1710–1801), nobilis, polnisch-preußischer Gutsanteilsbesitzer auf Glisno und Offizier der Polnischen Kronarmee, ⚭ Marianne Mischke (Myszkowa; * um 1711), famata
- Jakob von Spiczak Brzeziński (1747–1801), preußischer Gutsanteilsbesitzer auf Glisno und Mitglied der Landtage (Sejmik) zu Konitz, ⚭ Apollonia von Schmude Ciemińska
- Franz Xaver von Spiczak Brzeziński (1769–1848), preußischer Gutsanteilsbesitzer auf Adl. Briesen und westpreußischer Vasall, ⚭ Anna von Bastian Brzezińska (* 1774)
- Andreas von Spiczak Brzeziński (1810–1893), preußischer Gutsanteilsbesitzer auf Glisno, I ⚭ Therese Antonie von Korzbok Łącka (1819–1858), II ⚭ Marianne von Chamier Gliszczyńska (geb. von Kospoth Pawlowska)
- Andreas Spiczok von Prondczynsky (1950–2020), deutscher Professor für Allgemeine Pädagogik an der TU Braunschweig
- Ingo Spitczok von Brisinski (* 1960), deutscher Chefarzt für Psychiatrie und Psychotherapie an der LVR-Klinik Viersen und Autor
- Sarah von Spiczak Brzezinski (* 1978), deutsche Chefärztin für Kinder- und Jugendheilkunde und Privatdozentin am Norddeutschen Epilepsiezentrum (NEZ)
- Jochen von Spiczak Brzezinski (* 1979), deutscher Oberarzt für diagnostische und interventionelle Radiologie und Privatdozent am Universitätsspital Zürich (USZ)